# BlackArch Linux
BlackArch Linux es una distribución basada en Arch Linux dirigida a investigadores de seguridad y revisores de pruebas de penetración. Se descarga como una imagen de DVD en vivo la cual trae varios gestores ligeros de ventanas: Openbox, Fluxbox, Awesome y Spectrwm. Viene con más de dos mil herramientas especializadas para pruebas de penetración y análisis.

## Características
Black Arch es similar al uso de Parrot OS y Kali Linux cuando está completamente instalado. Del mismo modo que Kali y Parrot, BlackArch puede grabarse en una imagen ISO y ejecutarse como un sistema en vivo.

## Lanzamientos
| Versión    | Fecha de realización | Kernel |   |
| ---------- | -------------------- | ------ | - |
| 2014.07.01 | 2014-07-01           | 3.15.2 |   |
| 2015.03.29 | 2015-03-30           | 3.19.2 |   |
| 2016.12.29 | 2016-12-29           | 4.8.13 |   |
| 2017.12.11 | 2017-12-11           | 4.14.4 |   |
| 2018.12.01 | 2018-11-30           | 4.19.4 |   |
| 2019.09.01 | 2019-08-28           | 5.2.9  |   |
| 2023.01.05 | 2023-01-05           |        | - |

## Paquetes
BlackArch actualmente contiene 2912 paquetes y herramientas, junto con sus dependencias. BlackArch es desarrollado por un pequeño número de especialistas en ciberseguridad e investigadores que añaden los paquetes, así como las dependencias necesarias para ejecutar estas herramientas.
Categorías de herramientas dentro de la distribución de BlackArch (Fecha de conteo: 15 de abril de 2024):
- blackarch-anti-forensic: 2 herramientas
- blackarch-automation: 109 herramientas
- blackarch-automobile: 3 herramientas
- blackarch-backdoor: 47 herramientas
- blackarch-binary: 71 herramientas
- blackarch-bluetooth: 25 herramientas
- blackarch-code-audit: 34 herramientas
- blackarch-cracker: 169 herramientas
- blackarch-crypto: 81 herramientas
- blackarch-database: 5 herramientas
- blackarch-debugger: 15 herramientas
- blackarch-decompiler: 17 herramientas
- blackarch-defensive: 46 herramientas
- blackarch-disassembler: 20 herramientas
- blackarch-dos: 30 herramientas
- blackarch-drone: 4 herramientas
- blackarch-exploitation: 186 herramientas
- blackarch-fingerprint: 30 herramientas
- blackarch-firmware: 4 herramientas
- blackarch-forensic: 129 herramientas
- blackarch-fuzzer: 85 herramientas
- blackarch-hardware: 6 herramientas
- blackarch-honeypot: 16 herramientas
- blackarch-ids: 1 herramienta
- blackarch-keylogger: 3 herramientas
- blackarch-malware: 34 herramientas
- blackarch-misc: 144 herramientas
- blackarch-mobile: 43 herramientas
- blackarch-networking: 170 herramientas
- blackarch-nfc: 1 herramienta
- blackarch-packer: 2 herramientas
- blackarch-proxy: 38 herramientas
- blackarch-radio: 15 herramientas
- blackarch-recon: 38 herramientas
- blackarch-reversing: 42 herramientas
- blackarch-scanner: 313 herramientas
- blackarch-sniffer: 46 herramientas
- blackarch-social: 59 herramientas
- blackarch-spoof: 17 herramientas
- blackarch-stego: 13 herramientas
- blackarch-tunnel: 27 herramientas
- blackarch-voip: 22 herramientas
- blackarch-webapp: 310 herramientas
- blackarch-windows: 134 herramientas
- blackarch-wireless: 81 herramientas
- 3 Herramientas sin clasificar:

1. didier-stevens-suite
2. python-search-engine-parser
3. python-yara-rednaga